# Врхпоље при Камнику
Врхпоље при Камнику (словен. Vrhpolje pri Kamniku) је насељено место у општини Камник, Средњесловенска регија, Словенија.

## Историја
До територијалне реорганизације у Словенији било је у саставу старе општине Камник.

## Становништво
У попису становништва из 2011. године, Врхпоље при Камнику је имало 737 становника.
| Број становника према пописима | Број становника према пописима | Број становника према пописима |
| ------------------------------ | ------------------------------ | ------------------------------ |
| 1991                           | 2002                           | 2011                           |
| 639                            | 664                            | 737                            |

Напомена: До 1955. исказивано под именом Врхпоље. Године 1982. смањен за део насеља који је проглашен за ново самостално насеље Сотеска.